# Renfe-SNCF en Coopération

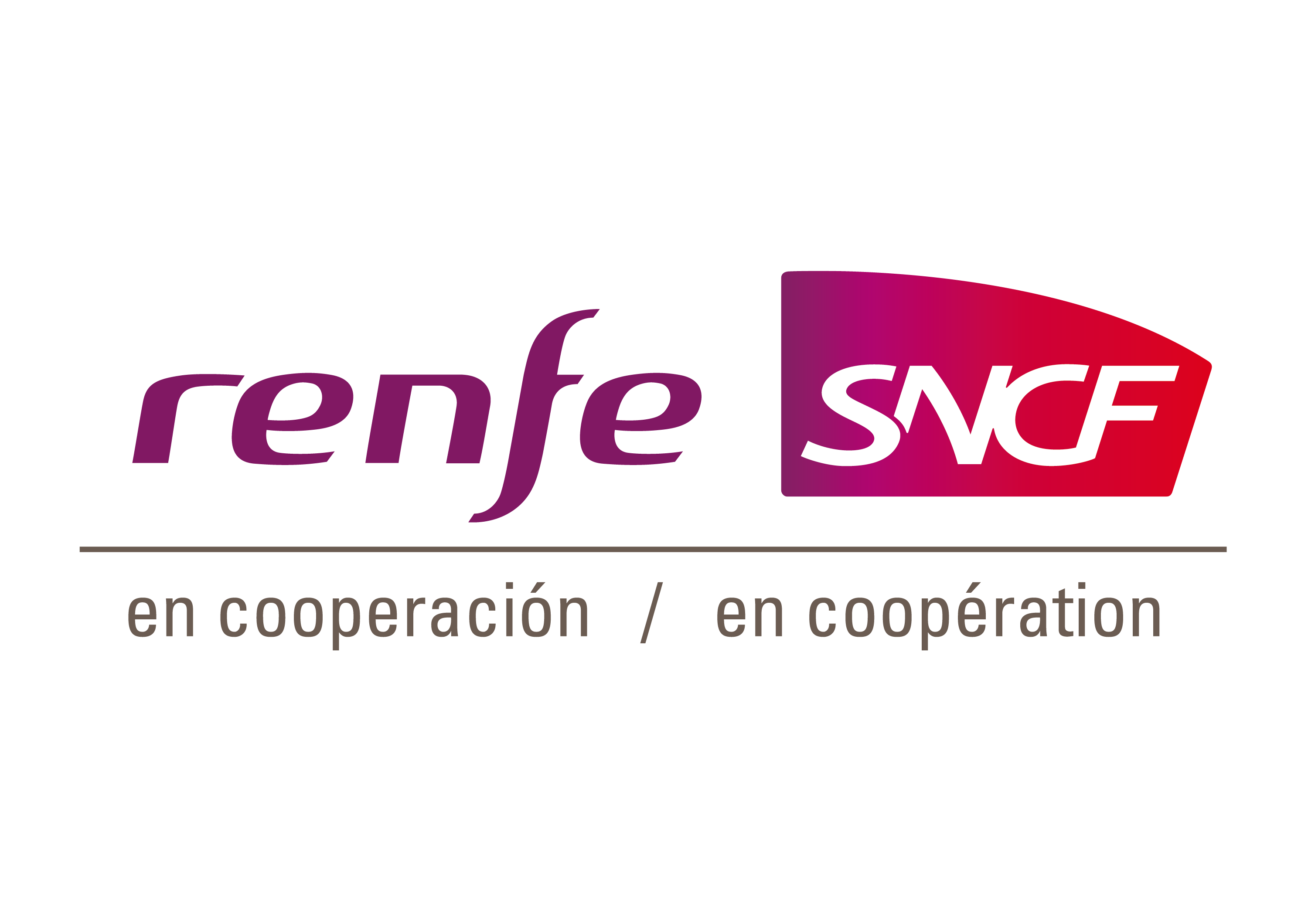
Logo de Renfe-SNCF en Coopération

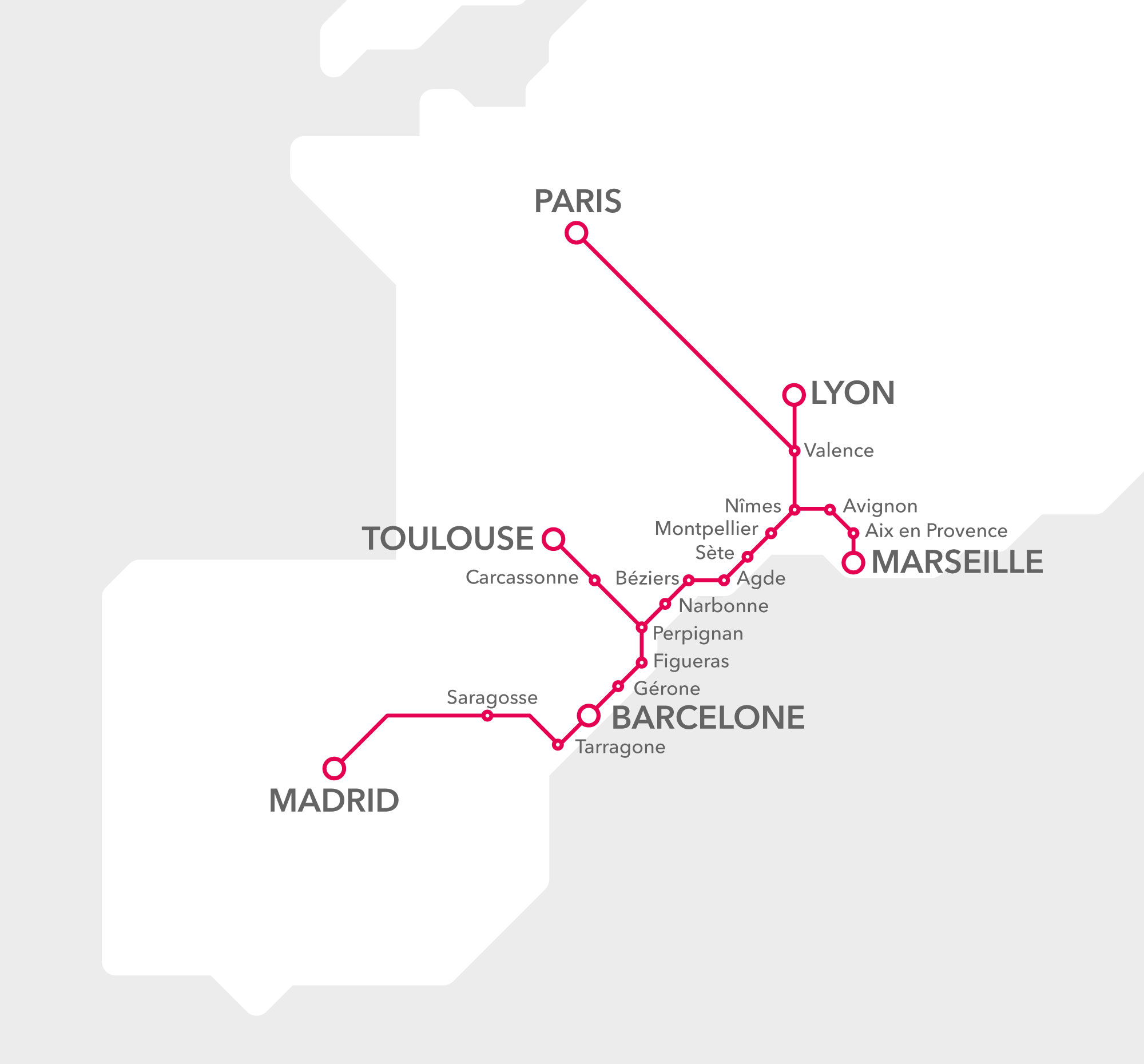
Carte schématique du réseau des trains Renfe-SNCF en Coopération gérés par Elipsos, juin 2014

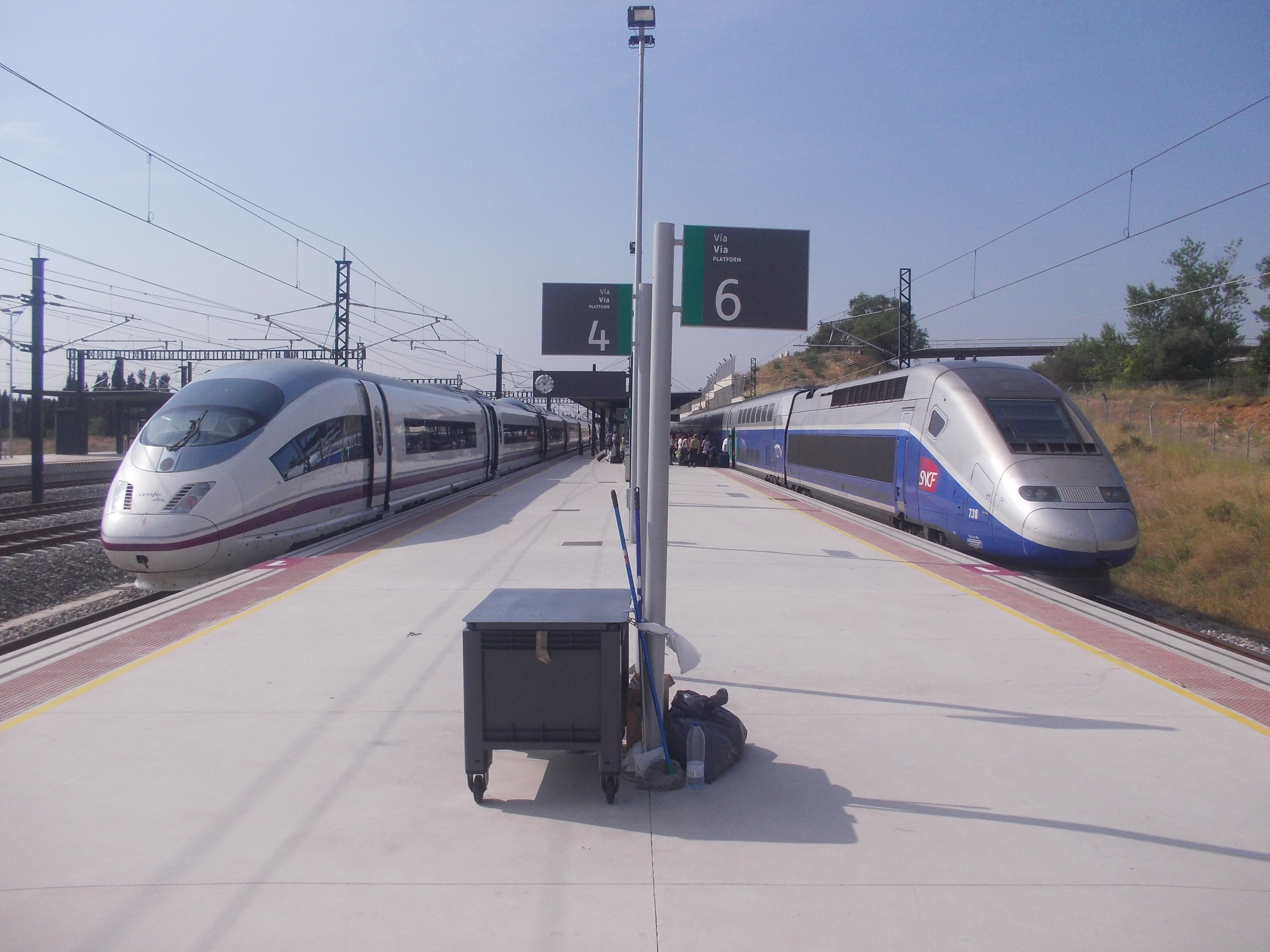
Un train RENFE AVE Siemens Velaro (103) et un TGV Duplex de la SNCF à destination de Paris-Gare de Lyon en 2013.

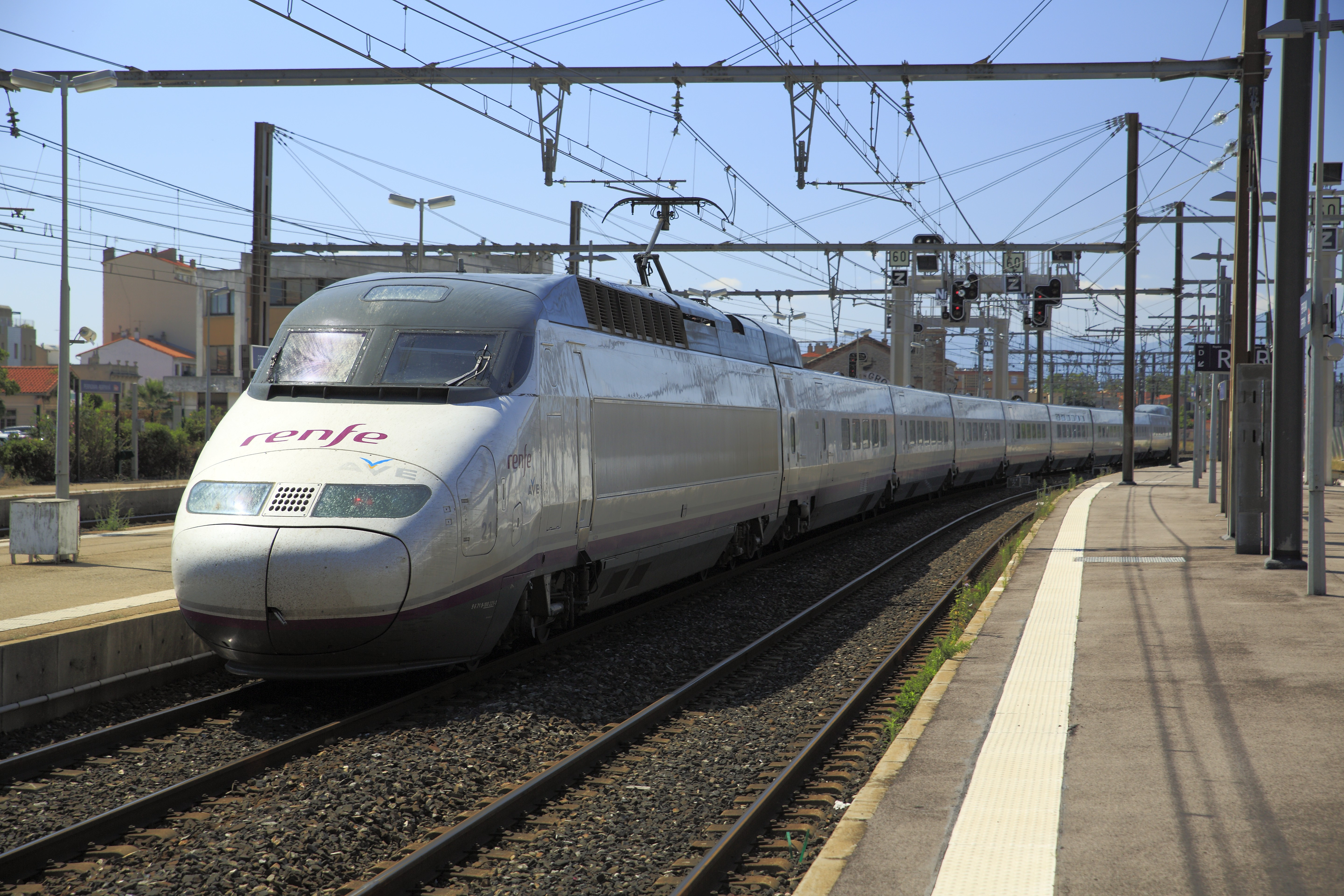
AVE Marseille Madrid

Renfe-SNCF en Coopération fut la dénomination commerciale des services ferroviaires de Grande vitesse entre la France (géré par la SNCF) et l’Espagne (géré par la Renfe). L’offre de Renfe-SNCF en Coopération avait possédé jusqu'à quatre rames qui permettaient de relier des grandes villes des deux pays.
Cette coopération existait depuis le 15 décembre 2013 et remplaçait les trains de nuit internationaux « Elipsos Trenhotel » jusqu'au 11 décembre 2022. 
Elle a été renouvelée pour 2016 pour la grande vitesse.
En 2015, elle connecte 21 destinations par 64 relations et transporte 2 017 500 voyageurs.
Faute de rentabilité, et en raison de la dégradation des relations entre SNCF et Renfe, l'alliance est dissoute en décembre 2022.

## Statut légal
La gestion des trains à Grande Vitesse Renfe-SNCF en Coopération appartient à Elipsos Internacional S.A.

## Services
Paris-Barcelone (Euroduplex), deux liaisons quotidiennes : Paris Gare de Lyon  > Valence TGV >  Nîmes > Montpellier St Roch >  Sète > Agde > Béziers >  Narbonne > Perpignan > Figueres Vilafant >  Girona >  Barcelona Sants.
Marseille-Madrid (S-100), une liaison quotidienne :Marseille St Charles  >  Aix en Provence TGV >  Avignon > Nîmes >  Montpellier St Roch > Narbonne > Perpignan >  Figueres Vilafant >  Girona > Barcelona Sants > Camp de Tarragona >  Zaragoza-Delicias > Madrid-Puerta de Atocha.
Lyon-Barcelone (S-100), une liaison quotidienne : Lyon Part Dieu > Valence TGV  > Nîmes > Montpellier St Roch > Béziers > Narbonne > Perpignan >  Figueres Vilafant > Girona > Barcelona Sants.

## Matériel
Le service utilise deux modèles de trains, un modèle dérivé de la famille des TGV construits par Alstom en France, et l'autre modèle de la famille des trains à grande vitesse espagnols, plus connu sous le nom d’AVE :
Euroduplex : le TGV 2N2, appelé aussi Euroduplex, est une version des trains à grande vitesse à deux niveaux de la série des TGV. Il succède au TGV Dasye.
S-100 : les trains de la série 100 ont été les premiers trains à grande vitesse à commencer à circuler en avril 1992 sur la ligne Madrid – Séville. Ces trains sont une évolution du TGV Atlantique avec de nombreuses modifications afin de les adapter aux conditions d'exploitation et au marché espagnol, comme un nouveau système pour réduire les effets des ondes de pression dans les tunnels, le renforcement de la puissance de l'équipement de CVC et l'ajout d'équipement de contrôle et signalisation LZB et ASFA. Après quinze ans d'activité, durant l'été 2009, ces trains ont bénéficié d’une modernisation.
À partir de 2019, l'ensemble de ces rames proposent gratuitement le Wi-Fi.